# Panther (Braunschweig)

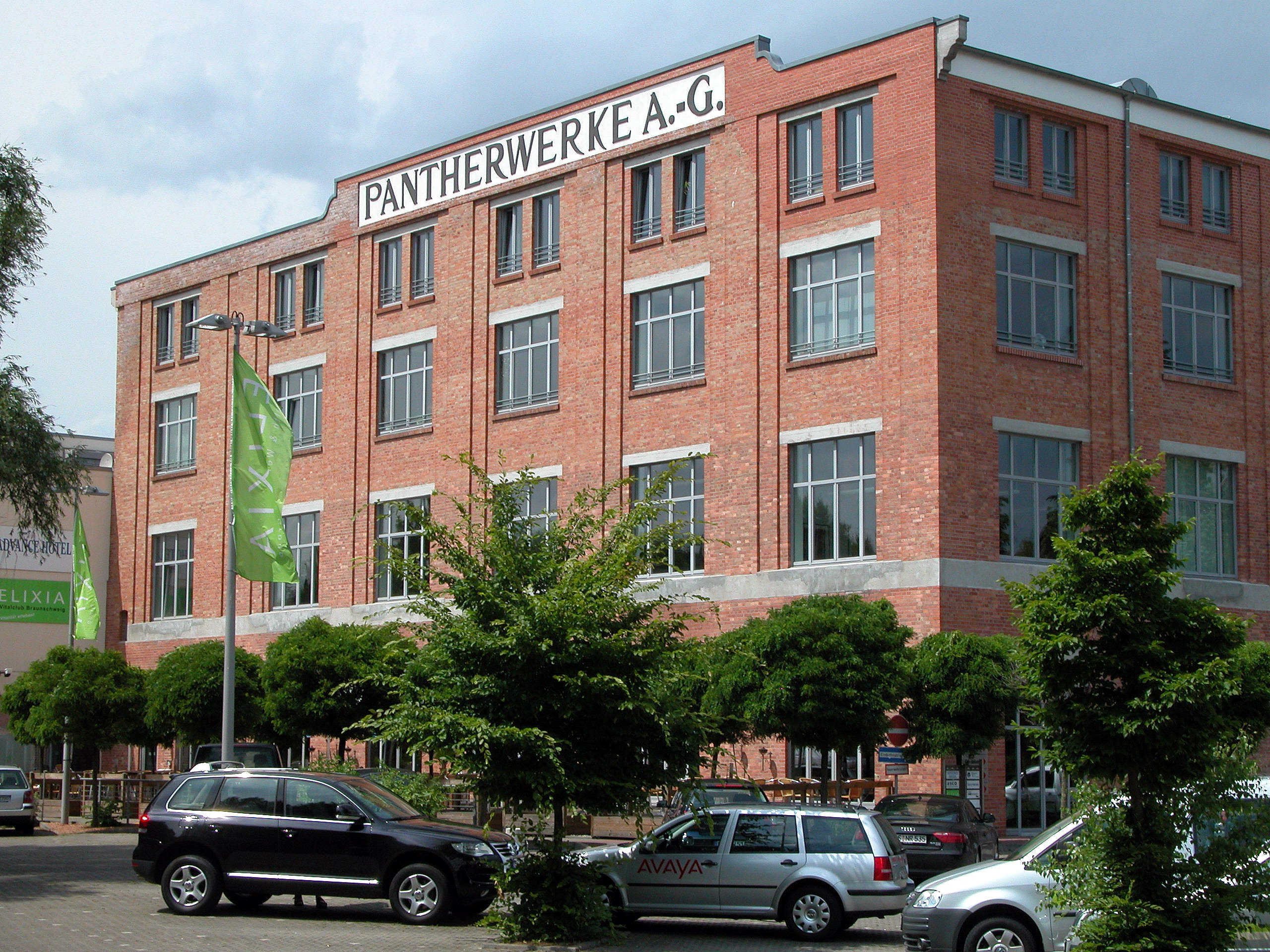
Hoofdkantoor van Panther

Panther is een historisch merk van motorfietsen.
Panther-Werke AG, Braunschweig, later Bad Wildungen.
Duits merk dat in 1933 begon met de productie van lichte motorfietsen met 73cc- en 98cc-ILO- en Sachs-motoren. Na 1945 werden bromfietsen van 32 en 48 cc en motorfietsjes van 98 tot 174 cc met Sachs-blokken gemaakt. In de tachtiger jaren hoorde Panther net als Göricke in Bielefeld tot de Schminke-groep. Omdat in Engeland het merk P&M Panther al bestond, werden de Duitse Panthers daar onder de merknaam Leopard verkocht.
Andere merken met de naam Panther: zie Panther (Cleckheaton) - Panther (Duitsland).